# Puisieux (Seine-et-Marne)
Pour les articles homonymes, voir Puisieux.
Puisieux est une commune française située dans le département de Seine-et-Marne en région Île-de-France.

## Géographie

### Localisation
Puisieux est une petite commune située au nord de la Seine-et-Marne, à 14 km de Meaux.

### Hydrographie

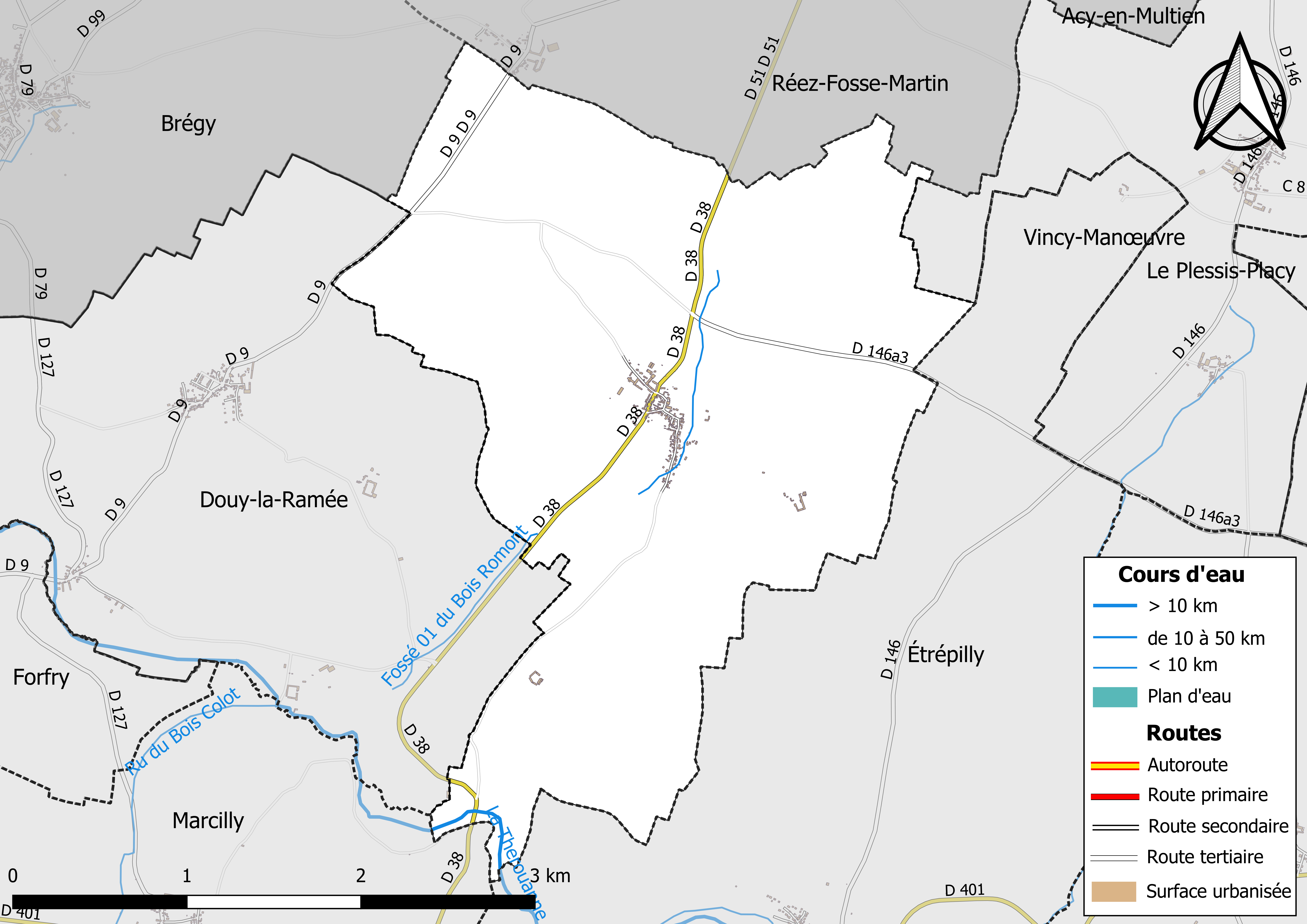
Carte des réseaux hydrographique et routier de Puisieux.

Le réseau hydrographique de la commune se compose de trois cours d'eau référencés :
- la Thérouanne, longue de 23,31 km[1].
- le fossé 01 du Bois Romont, 1,28 km[2] ;
- le ru de la Garenne, 1,51 km[3].

La longueur totale des cours d'eau sur la commune est de 2,33 km.

### Climat
Pour des articles plus généraux, voir Climat de l'Île-de-France et Climat de Seine-et-Marne.
En 2010, le climat de la commune est de type climat océanique dégradé des plaines du Centre et du Nord, selon une étude du CNRS s'appuyant sur une série de données couvrant la période 1971-2000. En 2020, Météo-France publie une typologie des climats de la France métropolitaine dans laquelle la commune est exposée à un climat océanique altéré et est dans la région climatique Nord-est du bassin Parisien, caractérisée par un ensoleillement médiocre, une pluviométrie moyenne régulièrement répartie au cours de l’année et un hiver froid (3 °C).
Pour la période 1971-2000, la température annuelle moyenne est de 11 °C, avec une amplitude thermique annuelle de 15 °C. Le cumul annuel moyen de précipitations est de 724 mm, avec 11,5 jours de précipitations en janvier et 7,9 jours en juillet. Pour la période 1991-2020, la température moyenne annuelle observée sur la station météorologique la plus proche, située sur la commune du Plessis-Belleville à 12 km à vol d'oiseau, est de 11,4 °C et le cumul annuel moyen de précipitations est de 661,7 mm,. Pour l'avenir, les paramètres climatiques de la commune estimés pour 2050 selon différents scénarios d'émission de gaz à effet de serre sont consultables sur un site dédié publié par Météo-France en novembre 2022.

### Milieux naturels et biodiversité
Aucun espace naturel présentant un intérêt patrimonial n'est recensé sur la commune dans l'inventaire national du patrimoine naturel,,.

## Urbanisme

### Typologie
Au 1er janvier 2024, Puisieux est catégorisée commune rurale à habitat dispersé, selon la nouvelle grille communale de densité à sept niveaux définie par l'Insee en 2022.
Elle est située hors unité urbaine. Par ailleurs la commune fait partie de l'aire d'attraction de Paris, dont elle est une commune de la couronne,. Cette aire regroupe 1 929 communes,.

### Lieux-dits et écarts
La commune compte 35 lieux-dits administratifs répertoriés consultables ici

### Occupation des sols
L'occupation des sols de la commune, telle qu'elle ressort de la base de données européenne d’occupation biophysique des sols Corine Land Cover (CLC), est marquée par l'importance des territoires agricoles (94,2 % en 2018), une proportion sensiblement équivalente à celle de 1990 (93,7 %). La répartition détaillée en 2018 est la suivante : 
terres arables (94,2 %), zones urbanisées (3,2 %), forêts (2,6 %).
Parallèlement, L'Institut Paris Région, agence d'urbanisme de la région Île-de-France, a mis en place un inventaire numérique de l'occupation du sol de l'Île-de-France, dénommé le MOS (Mode d'occupation du sol), actualisé régulièrement depuis sa première édition en 1982. Réalisé à partir de photos aériennes, le Mos distingue les espaces naturels, agricoles et forestiers mais aussi les espaces urbains (habitat, infrastructures, équipements, activités économiques, etc.) selon une classification pouvant aller jusqu'à 81 postes, différente de celle de Corine Land Cover,,. L'Institut met également à disposition des outils permettant de visualiser par photo aérienne l'évolution de l'occupation des sols de la commune entre 1949 et 2018.

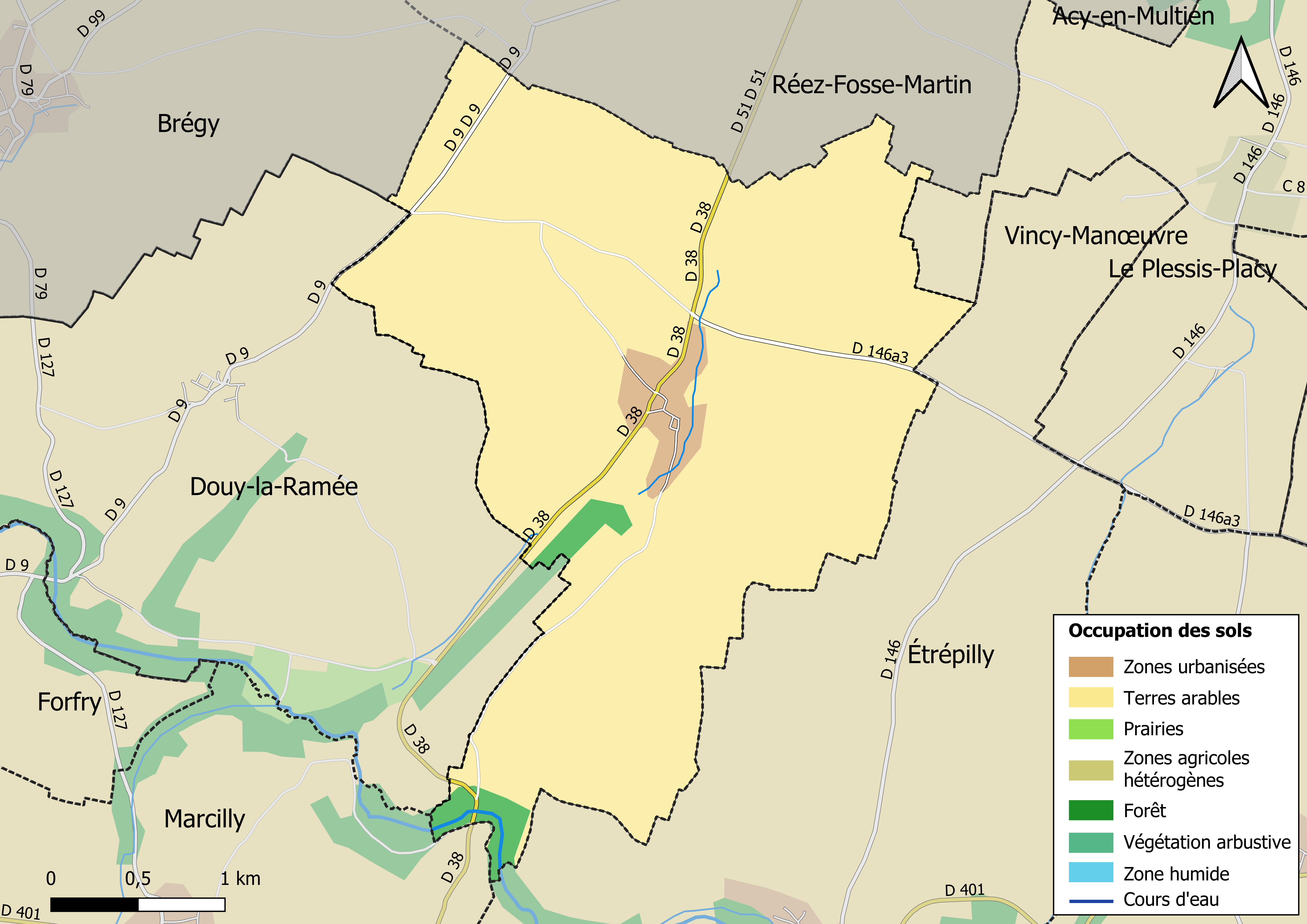
Carte des infrastructures et de l'occupation des sols en 2018 (CLC) de la commune.
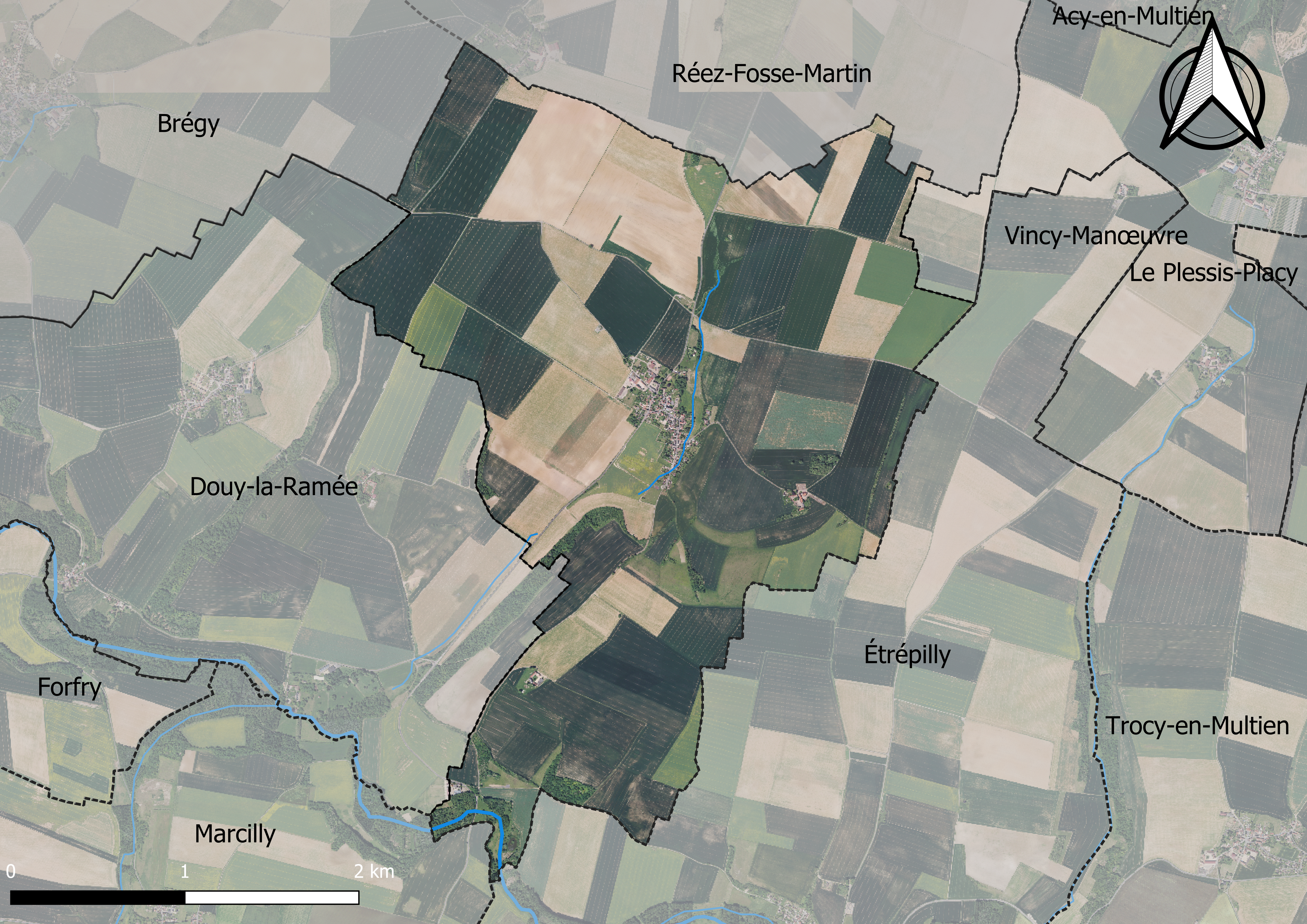
Carte orhophotogrammétrique de la commune.

### Planification
La loi SRU du 13 décembre 2000 a incité les communes à se regrouper au sein d’un établissement public, pour déterminer les partis d’aménagement de l’espace au sein d’un SCoT, un document d’orientation stratégique des politiques publiques à une grande échelle et à un horizon de 20 ans et s'imposant aux documents d'urbanisme locaux, les PLU (Plan local d'urbanisme). La commune est dans le territoire du SCOT Marne Ourcq, approuvé le 6 avril 2017 et porté par le syndicat mixte Marne-Ourcq regroupant 41 communes du Pays de l'Ourcq et du Pays Fertois.
La commune ne disposait pas en 2019 de document d'urbanisme opérationnel et le règlement national d'urbanisme s'appliquait donc pour la délivrance des permis de construire.

### Logement
En 2017, le nombre total de logements dans la commune était de 131 dont 93,6 % de maisons et 5,6 % d'appartements.
Parmi ces logements, 89,9 % étaient des résidences principales, 1,6 % des résidences secondaires et 8,6 % des logements vacants.
La part des ménages fiscaux propriétaires de leur résidence principale s'élevait à 72,9 % contre 22,7 % de locataires et 4,4 % logés gratuitement.

### Voies de communication et transports

#### Transports
La commune est desservie par la ligne No 22 du réseau de bus Meaux et Ourcq.

## Toponymie
Le nom de la localité est mentionné sous les formes Puiseium en 1215 ; Pusiolae en 1217 ; Puteolae en 1221 ; Puisiax en 1249 ; Puiseux en 1260 ; Puisiex en 1378 ; Puisieux en 1460 ; Puysieux en Mussien en 1484 ; Puisieux en Multien en 1504 ; Puysieulx en France en 1578.
Du latin puteus et du diminutif -eolum au pluriel « petits puits », « troux, fosses », « gouffres, fosses très profondes », « puits d’eau vive » ou même « puits de mine ». Son sens s’est ensuite étendu au « trou creusé pour atteindre une nappe d’eau souterraine ».

## Politique et administration

### Liste des maires
| Période                                  | Période   | Identité        | Étiquette | Qualité     |
| ---------------------------------------- | --------- | --------------- | --------- | ----------- |
| Les données manquantes sont à compléter. |           |                 |           |             |
| mars 1993                                | mars 2008 | Jacques Garnier |           |             |
| mars 2008                                | En cours  | Jérôme Garnier  |           | Agriculteur |

## Équipements et services

### Eau et assainissement
L’organisation de la distribution de l’eau potable, de la collecte et du traitement des eaux usées et pluviales relève des communes. La loi NOTRe de 2015 a accru le rôle des EPCI à fiscalité propre en leur transférant cette compétence. Ce transfert devait en principe être effectif au 1er janvier 2020, mais la loi Ferrand-Fesneau du 3 août 2018 a introduit la possibilité d’un report de ce transfert au 1er janvier 2026,.

#### Assainissement des eaux usées
En 2020, la commune de Puisieux ne dispose pas d'assainissement collectif,.
L’assainissement non collectif (ANC) désigne les installations individuelles de traitement des eaux domestiques qui ne sont pas desservies par un réseau public de collecte des eaux usées et qui doivent en conséquence traiter elles-mêmes leurs eaux usées avant de les rejeter dans le milieu naturel. La communauté de communes du Pays de l'Ourcq (CCPO) assure pour le compte de la commune le service public d'assainissement non collectif (SPANC), qui a pour mission de vérifier la bonne exécution des travaux de réalisation et de réhabilitation, ainsi que le bon fonctionnement et l’entretien des installations,.

#### Eau potable
En 2020, l'alimentation en eau potable est assurée par la communauté de communes du Pays de l'Ourcq (CCPO) qui en a délégué la gestion à une entreprise privée, dont le contrat expire le 31 décembre 2023,,.
Les nappes de Beauce et du Champigny sont classées en zone de répartition des eaux (ZRE), signifiant un déséquilibre entre les besoins en eau et la ressource disponible. Le changement climatique est susceptible d’aggraver ce déséquilibre. Ainsi afin de renforcer la garantie d’une distribution d’une eau de qualité en permanence sur le territoire du département, le troisième Plan départemental de l’eau signé, le 3 octobre 2017, contient un plan d’actions afin d’assurer avec priorisation la sécurisation de l’alimentation en eau potable des Seine-et-Marnais. A cette fin a été préparé et publié en décembre 2020 un schéma départemental d’alimentation en eau potable de secours dans lequel huit secteurs prioritaires sont définis. La commune fait partie du secteur CCPO.

## Population et société

### Démographie
L'évolution du nombre d'habitants est connue à travers les recensements de la population effectués dans la commune depuis 1793. Pour les communes de moins de 10 000 habitants, une enquête de recensement portant sur toute la population est réalisée tous les cinq ans, les populations de référence des années intermédiaires étant quant à elles estimées par interpolation ou extrapolation. Pour la commune, le premier recensement exhaustif entrant dans le cadre du nouveau dispositif a été réalisé en 2005.

En 2022, la commune comptait 319 habitants, en évolution de +0,31 % par rapport à 2016 (Seine-et-Marne : +3,92 %, France hors Mayotte : +2,11 %).
| 1793 | 1800 | 1806 | 1821 | 1831 | 1836 | 1841 | 1846 | 1851 |
| ---- | ---- | ---- | ---- | ---- | ---- | ---- | ---- | ---- |
| 499  | 495  | 505  | 477  | 473  | 404  | 420  | 408  | 413  |

| 1856 | 1861 | 1866 | 1872 | 1876 | 1881 | 1886 | 1891 | 1896 |
| ---- | ---- | ---- | ---- | ---- | ---- | ---- | ---- | ---- |
| 404  | 421  | 417  | 357  | 360  | 367  | 362  | 360  | 369  |

| 1901 | 1906 | 1911 | 1921 | 1926 | 1931 | 1936 | 1946 | 1954 |
| ---- | ---- | ---- | ---- | ---- | ---- | ---- | ---- | ---- |
| 350  | 335  | 300  | 301  | 327  | 306  | 286  | 277  | 287  |

| 1962 | 1968 | 1975 | 1982 | 1990 | 1999 | 2005 | 2006 | 2010 |
| ---- | ---- | ---- | ---- | ---- | ---- | ---- | ---- | ---- |
| 194  | 174  | 188  | 213  | 227  | 282  | 286  | 287  | 313  |

| 2015 | 2020 | 2022 | - | - | - | - | - | - |
| ---- | ---- | ---- | - | - | - | - | - | - |
| 315  | 321  | 319  | - | - | - | - | - | - |

## Économie
- Exploitations agricoles, 4 SARL.

### Agriculture
Puisieux est dans la petite région agricole dénommée la « Goële et Multien », regroupant deux petites régions naturelles, respectivement la Goële et le pays de Meaux (Multien). En 2010, l'orientation technico-économique de l'agriculture sur la commune est diverses cultures (hors céréales et oléoprotéagineux, fleurs et fruits).
Si la productivité agricole de la Seine-et-Marne se situe dans le peloton de tête des départements français, le département enregistre un double phénomène de disparition des terres cultivables (près de 2 000 ha par an dans les années 1980, moins dans les années 2000) et de réduction d'environ 30 % du nombre d'agriculteurs dans les années 2010. Cette tendance n'est pas confirmée au niveau de la commune qui voit le nombre d'exploitations augmenter et passer de 4 en 1988 à 5 en 2010. Parallèlement, la taille de ces exploitations diminue, passant de 235 ha en 1988 à 234 ha en 2010.
Le tableau ci-dessous présente les principales caractéristiques des exploitations agricoles de Puisieux, observées sur une période de 22 ans : 
|                                      | 1988 | 2000 | 2010  |
| ------------------------------------ | ---- | ---- | ----- |
| Dimension économique,                |      |      |       |
| Nombre d’exploitations (u)           | 4    | 4    | 5     |
| Travail (UTA)                        | 13   | 13   | 9     |
| Surface agricole utilisée (ha)       | 938  | 944  | 1 168 |
| Cultures                             |      |      |       |
| Terres labourables (ha)              | 933  | 944  | 1 168 |
| Céréales (ha)                        | 519  | 461  | 607   |
| dont blé tendre (ha)                 | 432  | 416  | 522   |
| dont maïs-grain et maïs-semence (ha) | 31   | s    | s     |
| Tournesol (ha)                       | s    |      |       |
| Colza et navette (ha)                | 53   | s    | 109   |
| Élevage                              |      |      |       |
| Cheptel (UGBTA)                      | 0    | 0    | 0     |

## Culture locale et patrimoine

### Lieux et monuments

Église Saint-Germain.

- Église Saint-Germain.

## Héraldique
| Blason de Puisieux | Blason  | Coupé mi-parti en chef : au 1 de sinople à un puits d'argent maçonné de sable, au 2 de gueules à un crosseron d'or, au 3 d'argent à la fasce ondée d'azur et à une fleur de lis d'or brochant sur la fasce. |
| Blason de Puisieux | Détails | Créé par JF Binon. Entête de document de la mairie, 2024. |